# Parafia Podwyższenia Krzyża Świętego w Januszewicach
Parafia Podwyższenia Krzyża Świętego w Januszewicach – parafia rzymskokatolicka, znajdująca się w diecezji kieleckiej, w dekanacie włoszczowskim.